# Buraki
Buraki (dodatkowa nazwa w j. litewskim Burokai) – wieś w Polsce położona w województwie podlaskim, w powiecie sejneńskim, w gminie Puńsk. Leży nad granicą z Litwą.
Wieś królewska ekonomii grodzieńskiej położona była w końcu XVIII wieku  w powiecie grodzieńskim województwa trockiego. W latach 1975–1998 miejscowość administracyjnie należała do województwa suwalskiego.